# Jan Jongbloed
Jan Jongbloed (ur. 25 listopada 1940 w Amsterdamie, zm. 31 sierpnia 2023) – holenderski piłkarz, grający na pozycji bramkarza. Z reprezentacją Holandii, w której barwach rozegrał 24 mecze, zdobył wicemistrzostwo świata w 1974 i 1978 roku. Obok Pieta Schrijversa, Hansa van Breukelena i Edwina van der Sara zaliczany jest do grona najlepszych golkiperów Holandii.
Był zawodnikiem AFC DWS, FC Amsterdam, Rody Kerkrade i Go Ahead Eagles.